# Hydrotaea meridionalis
Hydrotaea meridionalis este o specie de muște din genul Hydrotaea, familia Muscidae, descrisă de Josef Aloizievitsch Portschinsky în anul 1882. Conform Catalogue of Life specia Hydrotaea meridionalis nu are subspecii cunoscute.